# Rurzyca (dopływ Odry)
Rurzyca – niewielka rzeka w województwie zachodniopomorskim, prawy dopływ dolnej Odry.

## Charakterystyka
Długość rzeki wynosi 44,4 km. Powierzchnia zlewni wynosi 430,7 km², udział użytków zielonych w całkowitym obszarze zlewni to 9,32%, wskaźnik lesistości 22,45%, pozostałą część zajmują grunty orne i inne – 66,84% oraz wody – 1,39%. Na terenie zlewni Rurzycy znajduje się Cedyński Park Krajobrazowy. Przepływ miarodajny SNQ dla przekroju ujściowego wynosi 0,77 m³/s. Głębokość waha się w granicach 0,33–0,78 m, szerokość 1,5–7 m. Jedynie odcinek ujściowy, który jest sztucznie pogłębiony i poszerzony kanałem, ma około 2 m głębokości i 20 m szerokości.
Rzeka bierze swój początek około 3 km z kierunku południowo-wschodniego od Gogolic i uchodzi do Odry na północ od Krajnika Dolnego. Płynie ona przez Trzcińsko-Zdrój, Rurkę i Chojnę. Jest ciekiem o uregulowanym korycie i brzegach wzmocnionych faszyną na całym jej biegu. Rurzyca ma dość skomplikowany przebieg i kilkakrotnie zmienia kierunek, płynąc początkowo na zachód, następnie na południe, ponownie na zachód, oraz na północ. W rejonie Chojny wpływa do niej rzeka Kalica. Zlewnia Rurzycy obejmuje kilka dopływów lewo-prawobrzeżnych. Do lewobrzeżnych dopływów należą Wedelski Potok, Sarbica, Mętnica, natomiast do prawobrzeżnych Kołbica, Rurzyczka i Spiglica oraz kanał Rurka.

## Nazwa
Pierwszą wzmiankę odnotowano w roku 1235 jako fluvium Roreke/Rurika. Pochodzenie nazwy jest prawdopodobnie słowiańskie (pomorskie) i wywodzi się od rohoz, rogozina – mata z sitowia, przy czym osadnicy niemieccy mogli mylnie to słowo kojarzyć z Rohr – trzcina. W kolejnych źródłach przybierała nazwy Rorkam (1244), Rorekam (1271), Roricke (1345, 1464), potem do 1945 r. Röhrike. Nazwę Rurzyca wprowadzono urzędowo w 1949 r.